# Pat Jenkins
Sidney Francis "Pat“ Jenkins (Norfolk (Virginia), 25 december 1911 of 1914 - 2 september 2006) was een Amerikaanse jazztrompettist en -zanger.
Jenkins sloot zich in 1937 aan bij de Savoy Sultans, waar hij trompet speelde en zanger was van opnames als "We’d Rather Jump Than Swing“. Hij werkte hier zeven jaar. Na zijn militaire dienst tijdens de Tweede Wereldoorlog werkte hij bij Tab Smith. Hij werkte mee aan platensessies van Wynonie Harris en Big Joe Turner (1946/1947). Van 1951 tot 1976 was hij lid van het orkest van Buddy Tate, dat speelde in de New Yorkse Celebrity Club. In de jazz deed hij tussen 1938 en 1973 mee aan 21 opnamesessies.